# 4758 Hermitage
4758 Hermitage је астероид са пречником од приближно 16,7 .
Афел астероида је на удаљености од 3,756 астрономских јединица (АЈ) од Сунца, а перихел на 2,669 АЈ.
Ексцентрицитет орбите износи 0,169, инклинација (нагиб) орбите у односу на раван еклиптике 1,626 степени, а орбитални период износи 2103,739 дана (5,759 година).
Апсолутна магнитуда астероида је 12,1 а геометријски албедо 0,110.
Астероид је откривен 27. септембра 1978. године.